# Karl Ludwig (II.) von Poll

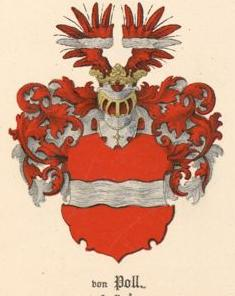
Wappen der Adelsfamilie von Poll

Karl Ludwig (II.) von Poll (* 25. Januar 1794; † 3. Dezember 1849 in Feckerort auf Ösel) war Herr auf Feckerort und russischer Wirklicher Staatsrat. 1839 erfolgte für ihn und seine Nachkommen die Aufnahme in die estländische Adelsmatrikel.

## Leben
Karl Ludwig (II.) besuchte von 1802 bis 1805 die Kreisschule in Arensburg. Ab 1805 setzte er seine Schulausbildung in den Herrnhuter Anstalten im sächsischen Kleinwelke und Hennersdorf fort, die er 1810 erfolgreich abschloss. Danach studierte er bis 1812 Staatswissenschaften in Moskau und trat 1813 in den russischen Staatsdienst ein, seine erste Anstellung hatte er in der Abteilung für Statistik im Innenministerium. Im Jahre 1814 war er als Zensor in der „Sonderkanzlei für ausländische Literatur“ tätig. Von 1818 bis 1821 war er als Landwirt auf Ösel beschäftigt und arbeitete auf den familiären Gütern. 1823 wurde er Leiter der „Protestantischen Abteilung“ im „Departement für Fremde Kulte“ im Innenministerium.
Nachdem er das Werk Geist des Lebens und der Lehre Jesu Christi von Johannes Gossner bewilligt hatte, wurde er 1824 vom Dienst suspendiert und vor Gericht angeklagt; das Gericht sprach ihn 1827 frei. Zu dieser Zeit war er auch Mitarbeiter in der Kommission zur Ausarbeitung des evangelisch-lutherischen Kirchengesetzes.
1837 wurde er zum Kanzleidirektor des Innenministeriums ernannt, 1842 wechselte er im Ministerium zum Direktor in das Departement der Allgemeinen Angelegenheiten und wurde zum Wirklichen Staatsrat ernannt, dem zufolge er nun dem russischen Erbadel als zugehörig galt. Zwischen 1836 und 1839 war er als Vertreter der Öselschen Ritterschaft in der „Kommission zur Revision des Provinzialrechts der Ostseeprovinzen“ tätig. 1839 erhielt er das estländische und livländische Indigenat. Als Gründer des Hauptkomitees der Evangelischen Bibelgesellschaft war er von 1831 bis 1849 deren Geschäftsführer.

## Herkunft und Familie
Karl Ludwig (II.) stammte aus dem deutsch-baltischen Uradel von Poll, der seit Beginn des 14. Jahrhunderts im Baltikum ansässig war. Sein Vater war der russische Kapitän, Herr auf Feckerort und Arromois Karl Ludwig (I.)  von Poll (1770–1823), der mit Augusta vbon Güldenstubbe (* 1774) verheiratet war. Karl Ludwig (II.) heiratete Anna Helena von Güldenstubbe (1802–1841). Deren Sohn Karl Ludwig (III.) von Poll (* 16. September 1825 in Sankt Petersburg, † 9. Februar 1900 in Arensburg) war Landrat, Konsistorialpräsident und Oberkirchenvorsteher, er war mit Amalie von Vietinghoff (1829–1890) verheiratet.